# Vjetroelektrana Bruška
Vjetroelektrana Bruška ili VE Bruška je vjetroelektrana koja se ustvari vodi kao dvije vjetroelektrane - VE ZD2 i VE ZD3, svaka snage 18,4 MW, ukupno 36,8 MW. Nalazi se u blizini mjesta Bruška, sjeveroistočno od Benkovca, na oko 600 metara nadmorske visine. Status povlaštenog proizvođača električne energije ova vjetroelektrana dobila je 14. veljače 2012., a priključena je na prijenosnu mrežu HEP-OPS-a. Sastoji se od 16 vjetroagregata Siemens SWT-93 pojedinačne snage 2,3 MW, što ukupno čini 36,8 MW, a u budućnosti se planira još 11 vjetroagregata snage 33 MW za VE ZD3. Promjer lopatica vjetroagregata je 93 metra, a zbog posebno ugrađenih krilaca na svakom krilu, nema gotovo nikakve buke. Godišnje se predviđa proizvodnja od 122 GWh. To je dovoljno struje za 40 tisuća kućanstava ili dvije trećine Zadarske županije.

## Dijelovi vjetroelektrane

### Vjetroelektrana ZD2
Vjetroelektrana ZD2 (Zadar 2) jest prvi dio vjetroelektrane Bruška. Nalazi se zapadno od Bruške na višem predjelu. Sadrži 8 vjetroagregata Siemens SWT-93 snage 16,4 MW, a svi su postavljeni do studenoga 2011., kada je gradnja tog dijela vjetroelektrane Bruška. VE ZD2 je vidljiva s Autoceste A1.

### Vjetroelektrana ZD3
Vjetroelektrana ZD3 (Zadar 3) jest drugi dio vjetroelektrane Bruška. Nalazi se istočno od Bruške na nižem predjelu od VE ZD2. Za razliku od VE ZD2, čija je gradnja završena u studenom 2011., tada još uvijek nije bilo ništa izgrađeno u VE ZD3, osim dijela pristupnih putova. Kao i VE ZD2, VE ZD3 sadrži 8 vjetroagregata Siemens SWT-3 snage 16,4 MW. 
U budućnosti se planira dodati još 11 vjetroagregata snage 33 MW u vjetroelektranu VE ZD3, kroz zahvat ZD3P. Elaborat zaštite okoliša izrađen je 2020. Vjetroagregati budućeg dijela će biti smješteni na postojećim pristupnim putovima, uz neke nove.

## Ostalo
Investitor u vjetroelektranu je Eko d.o.o. u suradnji s Dalekovodom, koji je i projektirao i izveo radove na građevinskoj infrastrukturi i visokonaponskim postrojenjima. Projekt je, osim vlastitim sredstvima financiran i kroz projektno financiranje u iznosu 53,5 milijuna eura Societe Generale - Splitske banke i Privredne banke Zagreb. Ukupna vrijednost izgradnje projekta bila je oko 61 milijuna eura. Dalekovod ostaje u suvlasništvu VE Bruška s 50% udjela.
Po tom kršu su donedavno pasla samo stada ovaca, a radnici Dalekovoda su u dvije godine napravili pravo čudo - kroz kamenjar su, ne samo probili cestu do svih vrhunaca na kojima se sada nalaze vjetroturbine, nego u taj kamen postavili oko 270 kilometara kabela koji povezuju sve u jedan sustav. Izgrađena je trafostanica Bruška koja će pretvarati napon s 20 na 110 kV i prenijeti ga na 110 kV dalekovod Benkovac-Obrovac, koji upravo tuda prolazi. Sustavi zaštite su vrlo strogi, vjetroagregati počinju proizvoditi struju kad vjetar dosegne brzinu od 4 m/s, a kad brzina vjetra premaši 25 m/s, rad vjetroturbina se prekida, te se rotor nastavlja okretati malom brzinom. Vjetroturbina ima čak tri sustava kočenja, tako da nema mogućnosti da se rotori turbina nekontrolirano okreću na jakom vjetru.

## Poveznice
- Vjetroelektrane u Hrvatskoj

44°03′58″N 15°47′07″E / 44.066205°N 15.785334°E